# Pomurowanka
Pomurowanka (lit. Pamūrinė) − wieś na Litwie, zamieszkana przez 12 ludzi, w gminie rejonowej Soleczniki, 2 km na południowy zachód od Solecznik.